# Сказка сказывается
«Ска́зка ска́зывается» — советский рисованный мультипликационный фильм 1970 года, поставленный режиссёром Иваном Аксенчуком по мотивам русских народных сказок о Кощее Бессмертном, Иванушке и Василисе Прекрасной.

## Сюжет
Кощей Бессмертный украл Василису Прекрасную и спрятал в своём замке. Царевич, по просьбе своего верного слуги Ивана, отправляется за ней верхом на коне. По дороге Иван рассказывает хозяину про «красу ненаглядную», которую тот просто обязан спасти из Кощеева плена, дабы «у людей красота была».
Тем временем Василиса возмущена тем, что Кощей её мучает, на что злодей отвечает: «Если я тебя мучить не стану — кто ж тебя освобождать придёт?». Затем он показывает девушке царевича и решает погубить его, однако Василиса кричит молодцу: «Уезжай, спасайся!». Свою мольбу она волшебным образом передаёт через деревья. Царевич, узнав, что Кощей расправляется с каждым, кто пожелает спасти пленницу, злится и собирается возвращаться домой, однако Иван уговаривает его продолжить путь (ибо сам он, будучи бедняком, не смог бы выручить Василису), и вскоре они оказываются в замке злодея.
Первое условие, которое ставит Кощей — поехать к Бабе-Яге, его младшей сестре, и забрать у неё «ножичек» (то есть, меч). При этом он превращает Ивана в деревянного «чурбана неотёсанного». Поскольку царевичу было неохота бороться с колдуньей, Иван сам решает пойти к ней в избушку, мотивируя это тем, что она дерево не ест. Там он наводит порядок и умывает вовремя прилетевшую Ягу, после чего решает перекусить с ней, сжарив яйца из гнезда под избушкой. В конце концов, Баба-Яга дарит свой меч Ивану, и тот передаёт его Кощею от имени царевича.
Кощей, заподозрив «обман», превращает Ивана в собаку и ставит второе условие — поехать к Водяному, среднему брату, и взять из его бороды (как впоследствии окажется, состоящей из ручьёв) живой волос. По дороге Иван слышит тихие стоны Василисы от заколдованных ею деревьев: «Если царевич умрёт, я тоже умру». При этом она рассказывает, что у Водяного, помимо живого волоса, есть и мёртвый. Царевич вновь поленился, и Иван своим собачьем лаем пытается отговорить Водяного швыряться камнями. Волшебник-Водяной разрешает Ивану говорить человеческим голосом, и парень-пёс советуется с ним по поводу его бороды. Чтобы найти хотя бы один волос, Иван срывает маковый цветок и макает его по порядку в каждый ручей. Так он находит сначала мёртвый волос, а затем — и живой, который возвращает ему прежний, человеческий облик.
Кощей испытывает живой волос Водяного на Иване, превратив его в камень. Царевичу не терпится освободить Василису, но Кощей превращается в трёхглавого дракона и ставит третье условие — сразиться с ним самим. Царевич твёрдо решает победить дракона, но падает в обморок от огненного выстрела. Не сумев пробудить хозяина, Иван сам решает одолеть злодея. Сначала он пытается ударить его булавой царевича, но Кощей сжигает её, и Иван поливает его живым волосом Водяного. Дракон вырос и стал преследовать парня, однако тому удаётся на какое-то время перехитрить чудище. После этого Иван бежит к Водяному и умоляет его дать мёртвый ручей.
Получив нужный волос, Иван побеждает дракона, однако из него вылетает сова. На помощь приходит Баба-Яга, одолжив Ивану свою метлу. На ней герой догоняет сову-Кощея, но тот, держа в лапах меч, пускает его в Ивана, после чего создаёт всё больше и больше новых мечей из своих крыльев. Иван сметает их метлой Яги, оставляя лишь один — настоящий меч, которым и разрубает птицу.
В это время царевич очнулся и стал ломиться в комнату к Василисе. На её вопрос, где же Кощей, он отвечает, что с ним справляется Иван. Последний к тому времени уже разломал оставшуюся иглу Кощея пополам. Одновременно со смертью хозяина рушится замок, и Василиса освобождается из плена, однако вместо царевича она влюбляется в Ивана, объяснив это тем, что «по подвигу и награда». Иван её поддерживает: «Вы, твоё величество, не взыщите. Кто знал, что у этой сказки такой конец будет? Сказка-то сказке рознь».
В финале Иван и Василиса женятся, а для всего народа возвращается красота.

## Создатели
- автор сценария — Борис Ларин
- режиссёр — Иван Аксенчук
- художники-постановщики — Борис Акулиничев, Тамара Зеброва
- оператор — Михаил Друян
- композитор — Евгений Ботяров
- звукооператор — Георгий Мартынюк
- ассистенты: Лидия Ковалевская, Т. Червякова, Н. Наяшкова
- монтажёр — Изабелла Герасимова
- редактор — Раиса Фричинская
- художники-мультипликаторы: Антонина Алёшина, Рената Миренкова, Олег Сафронов, Владимир Арбеков, Леонид Каюков, Фёдор Елдинов, Владимир Зарубин, Елена Малашенкова, Михаил Першин
- роли озвучивали:

- Нина Гуляева — Василиса
- Дмитрий Назаров — Водяной
- Клара Румянова — Баба-Яга
- Владимир Трошин — Иван
- Анатолий Папанов — Царевич
- Георгий Милляр — Кощей Бессмертный

- директор картины — Фёдор Иванов

## Отзывы критиков
В творчестве Аксенчука можно выделить три жанровых «струи». Первое и главное, чем он останется в истории мультипликации и в памяти зрителей — конечно, сказки. Причём очень разные — классические, современные и «осовремененные». «Мальчик из Неаполя», «Аист», «Дядя Стёпа — милиционер», «Русалочка», «Сказка сказывается», «Молодильные яблоки», «Как грибы с горохом воевали», «Золушка», «Мороз Иванович», «Горе не беда».
— Георгий Бородин. «К 90-летию Ивана Аксенчука»